# 里安库尔
里安库尔（法語：Riencourt，法語發音：[ʁjɛ̃kuʁ]）是法国上法蘭西大區索姆省的一个市镇，属于亚眠区。

## 地理
里安库尔（49°55'19"N, 2°2'57"E）面积10.16 平方千米，位于法国上法蘭西大區索姆省，该省份为法国北部沿海省份，北起加来海峡省和北部省，西接滨海塞纳省和大西洋英吉利海峡，南至瓦兹省，东临埃纳省。
与里安库尔接壤的市镇（或旧市镇、城区）包括：卡维永、勒梅日、莫利安-德勒伊、蒙塔涅法耶勒、瓦西、凯努瓦叙艾赖讷。

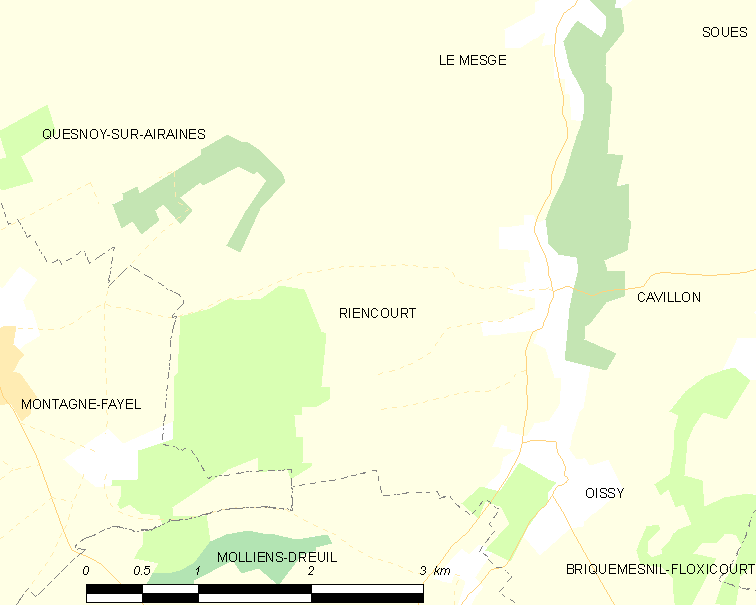
里安库尔的OSM定位图

里安库尔的时区为UTC+01:00、UTC+02:00（夏令时）。

## 行政
里安库尔的邮政编码为80310，INSEE市镇编码为80673。

## 政治
里安库尔所属的省级选区为索姆河畔阿伊县。

## 人口

1962-2008年间里安库尔人口变化图示

里安库尔于2022年1月1日时的人口数量为183人。